# Stig-André Berge
Stig-André Berge, född den 20 juli 1983 i Oslo, är en norsk brottare.
Han tog OS-brons i fjädervikt i samband med de olympiska tävlingarna i brottning 2016 i Rio de Janeiro.